# 당림초등학교
당림초등학교는 대한민국 강원특별자치도 춘천시 서면 당림리에 있는 초등학교다.

## 학교 연혁
- 1935년 4월 1일 : 남산공립보통학교 부설 당림간이학교 개교
- 1946년 4월 1일 : 당림국민학교 인가
- 1996년 3월 1일 : 당림초등학교로 개칭
- 2014년 2월 13일 : 제63회 졸업식(누계 1,483명)
- 2014년 9월 1일 : 제30대 김영권 교장 부임
- 2016년 9월 1일 : 제31대 장태식 교장 부임
- 2017년 2월 10일 : 제66회 졸업식 (졸업생 1,493명)

## 참고 자료
- 당림초등학교 - 한국교육학술정보원 학교알리미